# Chandai
Chandai település Franciaországban, Orne megyében. Lakosainak száma 681 fő (2022. január 1.). Chandai Saint-Sulpice-sur-Risle, Chaise-Dieu-du-Theil, Gournay-le-Guérin, Saint-Michel-Tubœuf, Saint-Ouen-sur-Iton és Vitrai-sous-Laigle községekkel határos.

## Népesség
A település népességének változása:
| Lakosok száma | 647  | 651  | 658  | 664  | 671  | 677  | 685  | 691  | 681  |
|               | 2013 | 2015 | 2016 | 2017 | 2018 | 2019 | 2020 | 2021 | 2022 |